# Atlético Madrid
Atlético de Madrid (celým názvem: Club Atlético de Madrid) je španělský fotbalový klub, který sídlí v Madridu. Od sezóny 2002/03 působí v Primera División, španělské nejvyšší fotbalové soutěži. Klubové barvy jsou modrá, bílá a červená.
Založen byl dne 26. dubna 1903 jako Athletic Club de Madrid, který založili tři baskičtí studenti žijící v Madridu. V roce 1921 se stalo Atlético kompletně nezávislým na Athleticu Bilbao (a Basků), přičemž madridský celek hrál v tomto partnerství jakousi baskickou enklávu mimo Bilbao. V letech 1939–1947 byl klub součástí frankistických vzdušných sil po fúzí s Aviación Nacional ze Zaragozy. Na počátku roku 1941 pak vymizel z názvu anglický Athletic, který byl nahrazen španělským názvem Atlético (čímž bylo také vymazáno poslední pouto na baskický Athletic). Stalo se tak z důvodu pečlivého frankistického potírání všech anglicismů v zemi. V této době se stal také fotbalovou jedničkou v Madridu, kdy poprvé a také naposled nahradil Real Madrid z pozice toho silnějšího klubu ve městě. Opětovná změna nastala až v padesátých letech, kdy se stal z Realu hegemon nejen ve Španělsku, ale i na evropské půdě. Po těchto změnách nebylo Atlético v konečném součtu následujících padesáti let příliš dominantní oproti městskému rivalovi a nebo katalánské Barceloně (jediné tituly "Rojiblancos" v této éře pochází ze sezón 1965/66, 1969/70, 1972/73, 1976/77 a 1995/96), přičemž dokonce na počátku nového milénia přišel teprve druhý sestup z nejvyšší soutěže. Po návratu do La Ligy začala postupná změna k lepšímu a po nástupu Diega Simeoneho v roce 2011 došlo k načatí další zlaté éry klubu (započaté titulem v sezóně 2013/14 a následovaných dvěma finálovými účasti v LM – 2013/14, 2015/16).
Ve své historii zvítězil shodně desetkrát v nejvyšší soutěži i domácím poháru, včetně historického doublu v roce 1996. V roce 1962 zvítězil v Poháru vítězů pohárů, v roce 1974 se stal vítězem Interkontinentálního poháru. V roce 2010 získal trofej pro vítěze Evropské ligy, když v prodloužení finále porazil anglický Fulham FC. Stejný úspěch zopakoval o dva roky později (2012), kdy tentokrát pokořil španělský Athletic Bilbao. Poslední mezinárodní triumf se datuje do sezóny 2017/18, kdy Atlético zvítězilo potřetí v Evropské lize.
Své domácí zápasy odehrává na stadionu Wanda Metropolitano s kapacitou 67 703 diváků.

## Historie

### Athletic Club de Madrid
Tým původně založili 26. dubna 1903 jako Athletic Club de Madrid tři baskičtí studenti žijící v Madridu. Viděli v něm jakousi větev týmu Athletic Bilbao. V roce 1904 se připojili k odpadlým hráčům z týmu Real Madrid. Začali hrát v barvách jako Athletic Bilbao, tedy v modré a bílé, ale od roku 1911 hrají ve svých současných barvách. Důvod této změny není znám s naprostou jistotou. V roce 1919 společnost Compañía Urbanizadora Metropolitana, která budovala podzemní komunikační systém v Madridu, získala půdu poblíž univerzity. Jako součást projektu zde byl vybudován sportovní stadión pojmenovaný Estadio Metropolitano de Madrid s kapacitou 35 800 diváků. Od roku 1923 jej měl pronajmutý právě klub Atlético de Madrid (tehdy ještě Athletic Club de Madrid) až do roku 1966, kdy se tým přestěhoval do svého současného působiště, tehdy nově vybudovaného stadiónu Estadio Vicente Calderón. Po přestěhování týmu byl Estadio Metropolitano de Madrid zdemolován a nahrazen budovami, které patří univerzitě.
Roku 1921 se Athletic Madrid stal nezávislým na Athleticu Bilbao a od roku 1923 se usadil na svém prvním stadiónu. Ve 20. letech zvítězil třikrát v soutěži Campeonato del Centro, v letech 1921 a 1926 skončil na druhém místě v poháru Copa del Rey. Na základě těchto výsledků došlo roku 1928 k pozvání klubu do soutěže Primera División La Ligy. Během první sezóny byl manažerem týmu Angličan Fred Pentland, avšak v roce 1930 klub sestoupil do nižší soutěže Segunda División. V roce 1934 se pod vedením Pentlanda opět vrátil zpátky do nejvyšší soutěže. O dva roky později tým znovu sestoupil poté, co jej v polovině sezóny převzal Josep Samitier. V témž roce však došlo k začátku španělské občanské války v jejímž důsledku byla klubu „udělena milost“ a jeho sestup společně s La Ligou byl pozastaven.

### Athletic Aviación de Madrid
V roce 1939, kdy se La Liga opět rozběhla, se Athletic Madrid sloučil s týmem Aviación Nacional ze Zaragozy, tím vznikl tým Athletic Aviación de Madrid. Aviación Nacional byl původně založen roku 1937 členy španělského letectva. Bylo jim slíbeno účastnické místo v Primera División v sezóně 1939-40, ale španělská fotbalová federace toto zamítla. Klub se tedy sloučil s Athléticem, které během občanské války ztratilo 8 mužů sestavy. Tento celek se nakonec tohoto ročníku nejvyšší soutěže zúčastnil, avšak jen díky tomu, že půda, na níž hrál tým Real Oviedo, byla během konfliktu poškozena. S manažerem Ricardem Zamorou se tým následně stal v roce 1940 poprvé v historii mistrem Španělska, tj. vítězem La Ligy, následujícího roku jej obhájil.
V roce 1941 diktátor Francisco Franco zakázal týmům používat ve svých názvech cizojazyčná slova a jména. Tým se tedy přejmenoval na Atlético Aviación de Madrid. V roce 1947 se tým rozhodl ze svého jména odstranit vojenskou příslušnost a přejmenoval se na svůj současný název Club Atlético de Madrid. V témž roce se mu podařilo zvítězit na stadionu Metropolitano nad Realem Madrid 5:0, což je dosud nejvyšší vítězství týmu nad svým městským rivalem.

### Zlatá éra
V letech 1950 a 1951 pod vedením manažera Helenia Herrery a s pomocí Larbi Benbareka, marockého fotbalisty a jedné z prvních afrických hvězd, získal Atlético Madrid další dva tituly mistra Španělska. S odchodem Herrery v roce 1953 však tým začal sklouzávat za Real Madrid a FC Barcelonu, po zbytek 50. let naň zbyly bitvy o třetí tým země s Atléticem Bilbao. V závěru 50. a během 60. a 70. let Atlético de Madrid bojoval s Barcelonou o pozici druhého nejlepšího týmu země. V sezóně 1957/58 obsadil post manažera Čechoslovák Ferdinand Daučík (též Fernando Daucik) a dovedl tým až na druhé místo La Ligy. Tímto výsledkem se kvalifikoval do příštího ročníku PMEZ. Veden brazilskými útočníky Vavou a Enrique Collarem dosáhl klub semifinále poté, co porazil týmy Drumcondra FC, CSKA Sofia a FC Schalke 04. V semifinále však narazil na svého úhlavního rivala – Real Madrid. V prvním utkání zvítězil Real 2:1 na domácím hřišti, v druhém však na stadionu Metropolitano zvítězil Atlético 1:0. Rozhodující třetí duel se hrál na neutrální půdě v Zaragoze, vítězství a postup nakonec slavil konkurenční Real, který zde vyhrál 2:1.
Atlético nakonec Realu připravilo pomstu, pod vedením manažera José Villalongy, bývalého kouče městského rivala, porazili bílý balet ve dvou po sobě následujících finále španělského poháru Copa del Rey v letech 1960 a 1961. Roku 1962 zvítězil v Poháru vítězů pohárů, když porazil v opakovaném finále Fiorentinu 3:0. O rok později došel opět do finále této soutěže, tentokrát však podlehl Tottenhamu Hotspur 5:1. Atlético táhl v této době Enrique Collar, který se stal vlivným hráčem, společně se záložníky Miguelem Jonesem a Adelardem. Toto nejlepší období v historii klubu se však shoduje s obdobím, kdy v letech 1961–1980 kraloval La Lize právě jiný madridský tým – Real Madrid.

### Finále PMEZ
Významní a důležití hráči hrávali za Atlético v této éře. Jednalo se zejména o veterána Adelarda a pravidelně skórujícího Luise Aragonése, Javiera Iruretu a José Eulogio Gárateho. Poslední jmenovaný získal třikrát za sebou v letech 1969–1971 Trofeo Pichichi. Tým mimo jiné angažoval také několik známých argentinských hráčů – Rubéna Ayalu, Panadera Díaze a Ramóna "Cacha" Herediu, mimo to také trenéra Juana Carlose Lorenza, taktéž Argentince. Lorenzo věřil v disciplínu, obezřetnost a narušení soupeřovy hry. I přes jistou kontroverznost jeho metody slavily úspěch a po vítězství v La Lize roku 1973, o rok později došel do finále Poháru mistrů evropských zemí (PMEZ). Na cestě do něj vyřadil Galatasaray Istanbul, Dinamo Bukurešť, Crvenou zvezdu Bělehrad a Celtic Glasgow. Ve finále však narazil na silný Bayern Mnichov. Finálový duel skončil remízou 1:1, v odvetě však již kraloval německý velkoklub a zvítězil 4:0.

### Éra Luise Aragonése
Krátce po porážce ve finále PMEZ angažovalo Atlético jako trenéra svoji bývalou hvězdu Luise Aragonése. Ten vedl tým v několika obdobích, konkrétně v letech 1974–1980, 1982–1987, 1991–1993 a 2002–2003. Jeho první úspěch přišel velmi brzy. Bayern Mnichov jako vítěz PMEZ odmítl účast na Interkontinentálním poháru, a tak jej jako druhý tým nahradilo právě Atlético. V tomto poháru porazilo celkově ve dvou zápasech (první 0:1, druhý 2:0) argentinský tým CA Independiente. Aragonés také tým dovedl k vítězství v Copa del Rey v roce 1976 a v La Lize v roce 1977.
Během jeho druhého období trénování dovedl tým na druhé místo v La Lize a vítězství v Copa del Rey. Velmi mu k tomu pomohl mexický kanonýr Hugo Sánchez, který nastřílel v lize 19 branek a obdržel Trofeo Pichichi. Ten stejný také skóroval dvakrát ve finále španělského poháru, ve kterém Atlético porazilo Athletic Bilbao 2:1. Sánchez v týmu strávil jedinou sezónu, poté se odebral přes město do Realu Madrid. I přes tuto ztrátu dovedl Aragonés tým k vítězství ve španělském superpoháru v roce 1985. O rok později dokormidloval tým do finále Poháru vítězů pohárů, kde však podlehl 3:0 Dynamu Kyjev.

### Éra Jesúse Gila
Jesús Gil se stal prezidentem týmu v roce 1987. Atlético tehdy již deset let neslavilo titul La Ligy a zoufale se snažilo o nějaký úspěch. Gil přivedl několik velice drahých hráčů, např. Paula Futreho. Avšak titul zůstáuval stále nedotknutelný. Gil v následujících letech najal a propustil hodně manažerů, např. Césara Luise Menottiho, Rona Atkinsona, Javiera Clementa a vracejícího se Luise Aragonése v honbě za úspěchem. Až v roce 1996, kdy byl manažerem Radomir Antić, se sestavou obsahující jména jako José Luis Caminero, Luboslav Penev, Diego Simeone, Milinko Pantić, Juan Manuel Lopéz a Kiko, ten vytoužený úspěch přišel. Atlético tehdy vyhrálo jak ligu, tak národní pohár. Ale ani tento výsledek nijak nezměnil Gilovu taktiku, Antić se u týmu udržel ještě následující tři sezóny, poté byl v roce 1998 nahrazen Arrigem Sacchim. Následující rok se nakrátko Antić vrátil, avšak již záhy jej vystřídal Claudio Ranieri. Sezóna 1999/00 však skončila pro tým katastrofou. Ranieri byl vyhozen a třetí příchod Antiće selhal zabránění nevyhnutelného. I přes úspěch v Copa del Rey, kde tým dokráčel až do finále, došlo k sestupu do Segunda División, druhé nejvyšší španělské fotbalové ligy. Zde Atlético strávilo dvě sezóny. V roce 2001 se neumístilo na postupových pozicích, o rok později se stalo celkovým vítězem.

### Současnost

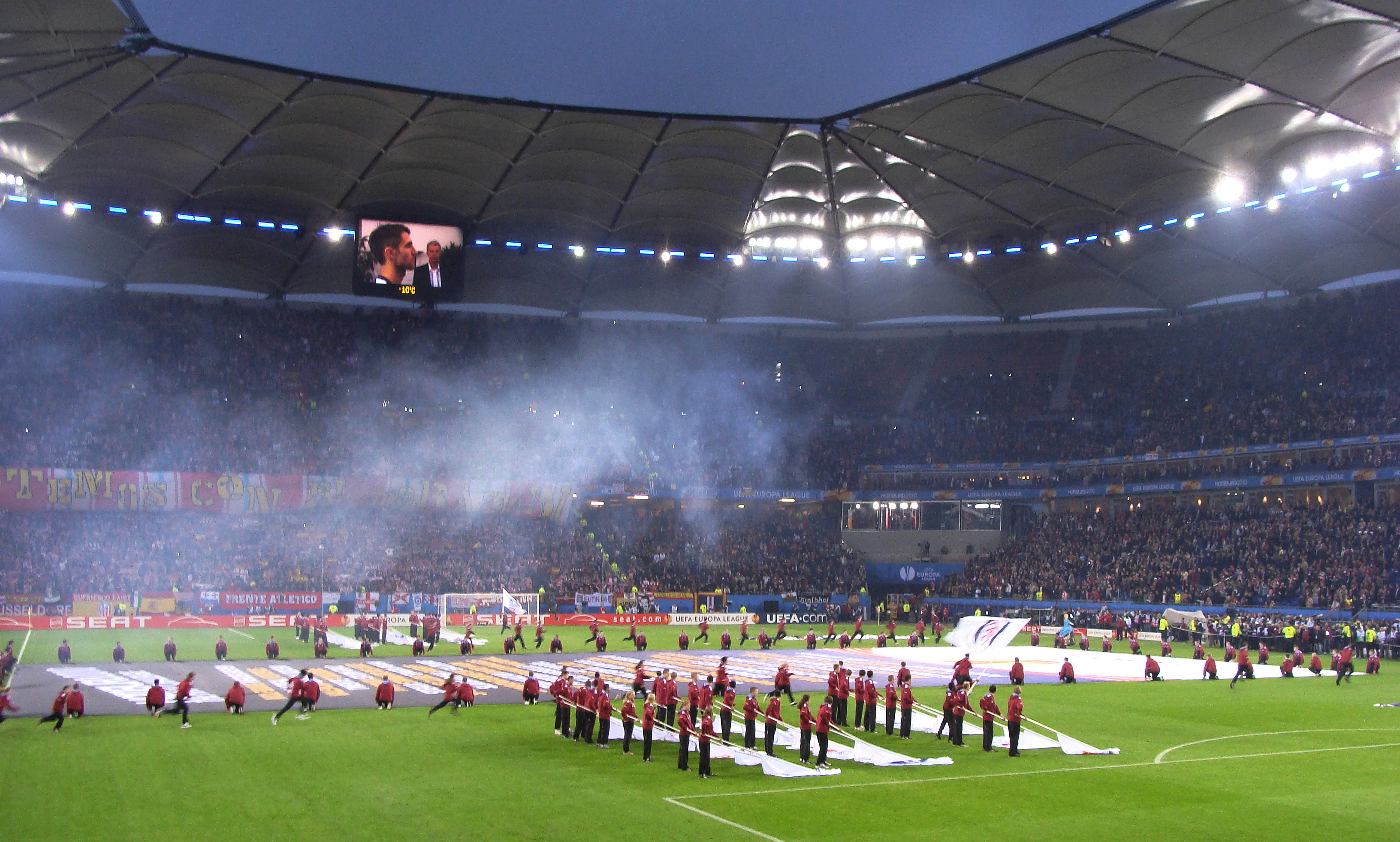
Finále Evropské ligy 2009/10

Před smrtí Jesúse Gila v roce 2004 se stal novým prezidentem klubu Enrique Cerezo. Nové tisíciletí ukázalo, že v tabulce by se Atlético mělo pohybovat okolo středu. V roce 2006 se k týmu přidalo několik velice zdatných fotbalistů – Fernando Torres, jeden z největších talentů nedávné minulosti španělského fotbalu, portugalští reprezentanti a internacionálové Costinha a Maniche a Argentinec Sergio Agüero. Přestože tým vynakládá nemalé finanční částky na platy svých kvalitních hráčů, dobré výsledky prosazuje jen s velkým úsilím. V červnu 2007 klub opustil Torres, který se upsal anglickému Liverpoolu, opačným směrem putoval jiný Španěl – Luis García. Z Villarrealu přišel reprezentant Uruguaye Diego Forlán.
V sezónách 2008/09 a 2009/10 klub hrál Ligu mistrů. V prvním případě vypadl v osmifinále s Portem a druhém se loučil se soutěží už po základních skupinách. Následně se ale dokázal v Evropské lize 2009/10 probojovat až k vítězství, když Atlético postupně vyřadilo Galatasaray, Sporting CP, Valencii a Liverpool, následně si ve finálovém zápase poradili s anglickým klubem z Londýna Fulhamem 2:1 po prodloužení. Tým pod vedením trenéra Quique Sáncheze Florese táhli hráči jako Sergio Agüero, Diego Forlán, Simão, José Manuel Jurado, José Antonio Reyes, Antonio López, Álvaro Domínguez nebo devatenáctiletý brankář David de Gea.
Triumf v Evropské lize si Atlético zopakovalo v sezóně 2011/12, když porazilo ve finále další španělský tým Athletic Bilbao 3:0.
V základní skupině B Evropské ligy 2012/13 bylo Atlético Madrid (obhájce trofeje) přilosováno k týmům Académica de Coimbra (Portugalsko), Hapoel Tel Aviv (Izrael) a FC Viktoria Plzeň (Česko). Ve skupině obsadilo Atlético druhé místo za první Plzní (bilance 4 výhry, 0 remíz a 2 prohry, 12 bodů). V šestnáctifinále bylo vyřazeno ruským klubem FC Rubin Kazaň poměrem 1:2 z dvojzápasu (domácí prohra 0:2 a venkovní výhra 1:0). Ve finále Copa del Rey 17. května 2013 porazilo Atlético 2:1 Real Madrid, skórovali Diego da Silva Costa a João Miranda. Byl to jubilejní desátý triumf klubu v této soutěži.
V sezoně 2013/14 vyhrálo Atlético titul v La Lize, když udrželo za zády Real i Barcelonu. Ve finále Ligy mistrů UEFA 2013/14 proti Realu Madrid mělo na dosah celkový triumf, ale nakonec prohrálo s městským rivalem 1:4, když v nastaveném čase vedlo 1:0, ovšem chvíli před koncem vyrovnal Sergio Ramos na 1:1 a mužstvo se poté v prodloužení úplně zhroutilo.
Na začátku sezony 2014/15 získalo španělský Superpohár (Supercopa de España), když porazilo Real. Byla to druhá trofej klubu v této soutěži.
S koncem sezóny 2016/17 přišlo i rozloučení se stadionem Vicente Calderóna. V nové sezóně se klub přestěhuje do supermoderního fotbalového stánku Wanda Metropolitano. Někdy se označuje rovněž jako La Peineta. Původně se jednalo o městský stadión, jehož přestavba byla zamýšlena pro možné budoucí využití při olympiádě v Madridu. Nicméně město nikdy nevyhrálo volbu zaručující konání tohoto sportovního svátku v roce 2012. Proto v roce 2007 byla podepsána dohoda mezi radnicí, klubem a titulárním sponzorem pivovarem Mahou o rekonstrukci stadiónu na nový moderní fotbalový stánek pro Atlético Madrid. Kontroverze ovšem budí čínský sponzor Wanda Group. Ta se stala titulárním sponzorem Metropolitano, to rozlítilo některé fanoušky Colchoneros, kteří považují jméno čínského konglomerátu v názvu stadionu za výsměch historii klubu. Kapacita činí 68 000 míst.
S novou sezónou 2017/18 přichází i modernizace klubového loga. Jedná se spíše o evoluci, která měla za úkol přiblížit logo nové éře Atlética. Vyznačuje se jednoduchostí, lehkostí, redukcí zdobných prvků a celkově zaoblenějšího tvaru.

## Historické názvy
Zdroj: 
- 1903 – Athletic Club (Sucursal de Madrid)
- 1921 – Athletic Club de Madrid
- 1939 – fúze s Aviación Nacional de Zaragoza (1937–1939) ⇒ Athletic Aviación de Madrid
- 1941 – Atlético Aviación de Madrid[5]
- 1947 – Club Atlético de Madrid

## Úspěchy

### Úspěchy A–týmu
| Kontinentální medaile |
| - Pohár mistrů evropských zemí / Liga mistrů UEFA (1. evropská výkonnostní úroveň) - – Club Atlético de Madrid: 1973/74, 2013/14, 2015/16 - Pohár vítězů pohárů (2. evropská výkonnostní úroveň; 1× vítěz) - – Club Atlético de Madrid: 1961/62 - – Club Atlético de Madrid: 1962/63, 1985/86 - Evropská liga UEFA (2. evropská výkonnostní úroveň; 3× vítěz) - – Club Atlético de Madrid: 2009/10, 2011/12, 2017/18 - Superpohár UEFA (3× vítěz) - – Club Atlético de Madrid: 2010, 2012, 2018 - Interkontinentální pohár (1× vítěz) - – Club Atlético de Madrid: 1974 |
| Domácí medaile |
| - Španělská nejvyšší fotbalová soutěž (Primera División; 11× vítěz) - – Athletic Aviación de Madrid: 1939/40, 1940/41; Club Atlético de Madrid: 1949/50, 1950/51, 1965/66, 1969/70, 1972/73, 1976/77, 1995/96, 2013/14, 2020/21 - – Atlético Aviación de Madrid: 1943/44; Club Atlético de Madrid: 1957/58, 1960/61, 1962/63, 1964/65, 1973/74, 1984/85, 1990/91, 2017/18, 2018/19 - – Atlético Aviación de Madrid: 1941/42, 1944/45, 1946/47; Club Atlético de Madrid: 1947/48, 1961/62, 1970/71, 1975/76, 1978/79, 1980/81, 1982/83, 1987/88, 1991/92, 2012/13, 2014/15, 2015/16, 2016/17 - Španělský fotbalový pohár (Copa del Generalísimo, Copa del Rey; 10× vítěz) - – Club Atlético de Madrid: 1959/60, 1960/61, 1964/65, 1971/72, 1975/76, 1984/85, 1990/91, 1991/92, 1995/96, 2012/13 - Španělský Superpohár (Supercopa de España; 2× vítěz) - – Club Atlético de Madrid: 1985, 2014 |
| Menší úspěchy |
| - Copa de los Campeones de España (1× vítěz) - – Atlético Aviación de Madrid: 1947 - Copa Presidente FEF (1× vítěz) - – Atlético Aviación de Madrid: 1941/47 - Copa Eva Duarte (1× vítěz) - – Club Atlético de Madrid: 1951 - Campeonato Regional Centro (4× vítěz) - – Athletic Club (Sucursal de Madrid): 1920/21; Athletic Club de Madrid: 1924/25, 1927/28; Athletic Aviación de Madrid: 1939/40 - – Athletic Club (Sucursal de Madrid): 1908/09, 1912/13, 1913/14, 1916/17, 1917/18, 1919/20; Athletic Club de Madrid: 1921/22, 1922/23, 1925/26, 1926/27, 1928/29, 1930/31, 1933/34 - Copa Federación Centro (1× vítěz) - – Athletic Aviación de Madrid: 1940/41 - Trofeo Teresa Herrera (6× vítěz) - – Club Atlético de Madrid: 1956, 1965, 1973, 1985, 1986, 2009 - Coupe Mohammed V (3× vítěz) - – Club Atlético de Madrid: 1965, 1970, 1980 - Trofeo Colombino (5× vítěz) - – Club Atlético de Madrid: 1966, 1972, 1991, 1993, 2011 - Trofeo Ramón de Carranza (10× vítěz) - – Club Atlético de Madrid: 1968, 1976, 1977, 1978, 1991, 1995, 1997, 2003, 2014, 2015 - Trofeo Villa de Madrid (18× vítěz) - – Club Atlético de Madrid: 1974, 1975, 1976, 1980, 1983, 1985, 1986, 1989, 1990, 1992, 1993, 1994, 1995, 1996, 1997, 1998, 2000, 2003 - Iberian Cup (1× vítěz) - – Club Atlético de Madrid: 1991 - Trofeo Ciudad de Marbella (3× vítěz) - – Club Atlético de Madrid: 1994, 1995, 1997 - Trofeo Naranja (1× vítěz) - – Club Atlético de Madrid: 1995 - Trofeo Ciudad de Alicante (1× vítěz) - – Club Atlético de Madrid: 1996 - Trofeo Ciudad de Zaragoza (1× vítěz) - – Club Atlético de Madrid: 2004 - Shanghai International Football Tournament (1× vítěz) - – Club Atlético de Madrid: 2006 - Memorial Jesús Gil y Gil (6× vítěz) - – Club Atlético de Madrid: 2006, 2013, 2014, 2015, 2016, 2019 - Audi Cup (1× vítěz) - – Club Atlético de Madrid: 2017 |

### Úspěchy mládeže
| Domácí medaile |
| - Španělská nejvyšší fotbalová soutěž do 19 let (dříve ligová soutěž / od roku 1995 jako turnaj Copa de Campeones; 2× vítěz) - – Club Atlético de Madrid: 2001/02, 2017/18 - – Club Atlético de Madrid: 2000/01 - Španělská fotbalová ligová soutěž do 19 let (kvalifikace do soutěže Copa de Campeones; 9× vítěz) - – Club Atlético de Madrid: 2000/01 (sk. 5), 2001/02 (sk. 5), 2002/03 (sk. 5), 2004/05 (sk. 5), 2008/09 (sk. 5), 2011/12 (sk. 5), 2015/16 (sk. 5), 2017/18 (sk. 5), 2018/19 (sk. 5) - Španělský fotbalový pohár do 19 let (Copa del Rey Juvenil; 5× vítěz) - – Club Atlético de Madrid: 1952, 1956, 1958, 2016, 2018 |

## Významní hráči
- Adelardo Rodríguez (1959–1976)
- Luis Aragonés (1964–1974)
- Hugo Sánchez (1981–1985)
- Fernando Torres (2001–2007, 2015–2018)
- Antoine Griezmann (2014–2019, 2021–)
- Luis Suárez  (2020–2022)
- Koke  (2008-)

## Soupiska
k 2. únoru 2025
| Číslo |           | Pozice | Hráč                                 |
| ----- | --------- | ------ | ------------------------------------ |
| 1     | Argentina | B      | Juan Musso (na hostování z Atalanty) |
| 2     | Uruguay   | O      | José María Giménez (3. kapitán)      |
| 3     | Španělsko | O      | César Azpilicueta                    |
| 4     | Anglie    | Z      | Conor Gallagher                      |
| 5     | Argentina | Z      | Rodrigo De Paul                      |
| 6     | Španělsko | Z      | Koke (kapitán)                       |
| 7     | Francie   | Ú      | Antoine Griezmann                    |
| 8     | Španělsko | Z      | Pablo Barrios                        |
| 9     | Norsko    | Ú      | Alexander Sørloth                    |
| 10    | Argentina | Ú      | Ángel Correa                         |
| 11    | Francie   | Z      | Thomas Lemar                         |
| 12    | Brazílie  |        | Samuel Lino                          |

| Číslo |           | Pozice | Hráč                                       |
| ----- | --------- | ------ | ------------------------------------------ |
| 13    | Slovinsko | O      | Jan Oblak (vice-kapitán)                   |
| 14    | Španělsko | Z      | Marcos Llorente                            |
| 15    | Francie   | O      | Clément Lenglet (na hostování z Barcelony) |
| 16    | Argentina | O      | Nahuel Molina                              |
| 17    | Španělsko | O      | Rodrigo Riquelme                           |
| 19    | Argentina | Ú      | Julián Álvarez                             |
| 20    | Belgie    | O      | Axel Witsel                                |
| 21    | Španělsko | O      | Javi Galán                                 |
| 22    | Argentina | Ú      | Giuliano Simeone                           |
| 23    | Mosambik  | O      | Reinildo Mandava                           |
| 24    | Španělsko | O      | Robin Le Normand                           |

## Umístění v jednotlivých sezonách
Stručný přehled
Zdroj:
- 1929–1930: Primera División
- 1930–1934: Segunda División
- 1934–2000: Primera División
- 2000–2002: Segunda División
- 2002– : Primera División

Jednotlivé ročníky
Zdroj:
Legenda: Z – zápasy, V – výhry, R – remízy, P – porážky, VG – vstřelené góly, OG – obdržené góly, +/− – rozdíl skóre, B – body, zlaté podbarvení – 1. místo, stříbrné podbarvení – 2. místo, bronzové podbarvení – 3. místo, červené podbarvení – sestup, zelené podbarvení – postup, fialové podbarvení - reorganizace, změna skupiny či soutěže
| Španělsko (1929 –)                                                                          |                  |        |    |    |    |    |    |    |     |    |        |
| Sezóny                                                                                      | Liga             | Úroveň | Z  | V  | R  | P  | VG | OG | +/- | B  | Pozice |
| 1929                                                                                        | Primera División | 1      | 18 | 8  | 2  | 8  | 43 | 41 | +2  | 18 | 6.     |
| 1929/30                                                                                     | Primera División | 1      | 18 | 5  | 2  | 11 | 32 | 50 | -18 | 12 | 10.    |
| 1930/31                                                                                     | Segunda División | 2      | 18 | 11 | 1  | 6  | 47 | 31 | +16 | 23 | 3.     |
| 1931/32                                                                                     | Segunda División | 2      | 16 | 8  | 2  | 6  | 38 | 34 | +4  | 18 | 4.     |
| 1932/33                                                                                     | Segunda División | 2      | 18 | 10 | 4  | 4  | 40 | 35 | +5  | 24 | 2.     |
| 1933/34                                                                                     | Segunda División | 2      | 18 | 11 | 2  | 5  | 45 | 28 | +17 | 24 | 1.     |
| 1934/35                                                                                     | Primera División | 1      | 22 | 8  | 5  | 9  | 40 | 45 | -5  | 21 | 7.     |
| 1935/36                                                                                     | Primera División | 1      | 22 | 6  | 3  | 13 | 34 | 50 | -16 | 15 | 11.    |
| Španělské soutěže se v letech 1936–39 nehrály, a to kvůli právě probíhající občanské válce. |                  |        |    |    |    |    |    |    |     |    |        |
| 1939/40                                                                                     | Primera División | 1      | 22 | 14 | 1  | 7  | 43 | 29 | +14 | 29 | 1.     |
| 1940/41                                                                                     | Primera División | 1      | 22 | 13 | 7  | 2  | 70 | 36 | +34 | 33 | 1.     |
| 1941/42                                                                                     | Primera División | 1      | 26 | 14 | 5  | 7  | 50 | 44 | +6  | 33 | 3.     |
| 1942/43                                                                                     | Primera División | 1      | 26 | 11 | 5  | 10 | 54 | 44 | +10 | 27 | 8.     |
| 1943/44                                                                                     | Primera División | 1      | 26 | 15 | 4  | 7  | 66 | 49 | +17 | 34 | 2.     |
| 1944/45                                                                                     | Primera División | 1      | 26 | 13 | 5  | 8  | 46 | 41 | +5  | 31 | 3.     |
| 1945/46                                                                                     | Primera División | 1      | 26 | 10 | 6  | 10 | 50 | 48 | +2  | 26 | 7.     |
| 1946/47                                                                                     | Primera División | 1      | 26 | 13 | 6  | 7  | 58 | 44 | +14 | 32 | 3.     |
| 1947/48                                                                                     | Primera División | 1      | 26 | 13 | 7  | 6  | 73 | 45 | +28 | 33 | 3.     |
| 1948/49                                                                                     | Primera División | 1      | 26 | 15 | 4  | 7  | 54 | 32 | +22 | 34 | 4.     |
| 1949/50                                                                                     | Primera División | 1      | 26 | 15 | 3  | 8  | 71 | 51 | +20 | 33 | 1.     |
| 1950/51                                                                                     | Primera División | 1      | 30 | 17 | 6  | 7  | 87 | 50 | +37 | 40 | 1.     |
| 1951/52                                                                                     | Primera División | 1      | 30 | 16 | 5  | 9  | 80 | 57 | +23 | 37 | 4.     |
| 1952/53                                                                                     | Primera División | 1      | 30 | 13 | 4  | 13 | 65 | 70 | -5  | 30 | 8.     |
| 1953/54                                                                                     | Primera División | 1      | 30 | 11 | 7  | 12 | 57 | 47 | +10 | 29 | 11.    |
| 1954/55                                                                                     | Primera División | 1      | 30 | 11 | 7  | 12 | 59 | 64 | -5  | 29 | 8.     |
| 1955/56                                                                                     | Primera División | 1      | 30 | 14 | 5  | 11 | 75 | 49 | +26 | 33 | 5.     |
| 1956/57                                                                                     | Primera División | 1      | 30 | 15 | 4  | 11 | 65 | 54 | +11 | 34 | 5.     |
| 1957/58                                                                                     | Primera División | 1      | 30 | 16 | 10 | 4  | 78 | 43 | +35 | 42 | 2.     |
| 1958/59                                                                                     | Primera División | 1      | 30 | 13 | 6  | 11 | 58 | 48 | +10 | 32 | 5.     |
| 1959/60                                                                                     | Primera División | 1      | 30 | 15 | 3  | 12 | 59 | 40 | +19 | 33 | 5.     |
| 1960/61                                                                                     | Primera División | 1      | 30 | 17 | 6  | 7  | 57 | 35 | +22 | 40 | 2.     |
| 1961/62                                                                                     | Primera División | 1      | 30 | 15 | 6  | 9  | 50 | 36 | +14 | 36 | 3.     |
| 1962/63                                                                                     | Primera División | 1      | 30 | 14 | 9  | 7  | 61 | 36 | +25 | 37 | 2.     |
| 1963/64                                                                                     | Primera División | 1      | 30 | 10 | 9  | 11 | 37 | 34 | +3  | 29 | 7.     |
| 1964/65                                                                                     | Primera División | 1      | 30 | 20 | 3  | 7  | 58 | 27 | +31 | 43 | 2.     |
| 1965/66                                                                                     | Primera División | 1      | 30 | 18 | 8  | 4  | 54 | 20 | +34 | 44 | 1.     |
| 1966/67                                                                                     | Primera División | 1      | 30 | 14 | 7  | 9  | 57 | 30 | +27 | 35 | 4.     |
| 1967/68                                                                                     | Primera División | 1      | 30 | 12 | 9  | 9  | 38 | 32 | +6  | 33 | 6.     |
| 1968/69                                                                                     | Primera División | 1      | 30 | 10 | 10 | 10 | 40 | 37 | +3  | 30 | 6.     |
| 1969/70                                                                                     | Primera División | 1      | 30 | 18 | 6  | 6  | 53 | 22 | +31 | 42 | 1.     |
| 1970/71                                                                                     | Primera División | 1      | 30 | 17 | 8  | 5  | 51 | 20 | +31 | 42 | 3.     |
| 1971/72                                                                                     | Primera División | 1      | 34 | 14 | 11 | 9  | 45 | 28 | +17 | 39 | 6.     |
| 1972/73                                                                                     | Primera División | 1      | 34 | 20 | 8  | 6  | 49 | 29 | +20 | 48 | 1.     |
| 1973/74                                                                                     | Primera División | 1      | 34 | 16 | 8  | 10 | 50 | 31 | +19 | 40 | 2.     |
| 1974/75                                                                                     | Primera División | 1      | 34 | 11 | 13 | 10 | 46 | 34 | +12 | 35 | 6.     |
| 1975/76                                                                                     | Primera División | 1      | 34 | 18 | 6  | 10 | 60 | 38 | +22 | 42 | 3.     |
| 1976/77                                                                                     | Primera División | 1      | 34 | 19 | 8  | 7  | 62 | 33 | +29 | 46 | 1.     |
| 1977/78                                                                                     | Primera División | 1      | 34 | 16 | 4  | 14 | 61 | 52 | +9  | 36 | 6.     |
| 1978/79                                                                                     | Primera División | 1      | 34 | 14 | 13 | 7  | 55 | 37 | +18 | 41 | 3.     |
| 1979/80                                                                                     | Primera División | 1      | 34 | 10 | 11 | 13 | 38 | 44 | -6  | 31 | 13.    |
| 1980/81                                                                                     | Primera División | 1      | 34 | 17 | 8  | 9  | 59 | 41 | +18 | 42 | 3.     |
| 1981/82                                                                                     | Primera División | 1      | 34 | 15 | 4  | 15 | 38 | 37 | +1  | 34 | 8.     |
| 1982/83                                                                                     | Primera División | 1      | 34 | 20 | 6  | 8  | 56 | 38 | +18 | 46 | 3.     |
| 1983/84                                                                                     | Primera División | 1      | 34 | 17 | 8  | 9  | 53 | 47 | +6  | 42 | 4.     |
| 1984/85                                                                                     | Primera División | 1      | 34 | 16 | 11 | 7  | 51 | 28 | +23 | 43 | 2.     |
| 1985/86                                                                                     | Primera División | 1      | 34 | 17 | 8  | 9  | 53 | 38 | +15 | 42 | 5.     |
| 1986/87                                                                                     | Primera División | 1      | 44 | 18 | 11 | 15 | 58 | 54 | +4  | 47 | 7.     |
| 1987/88                                                                                     | Primera División | 1      | 38 | 19 | 10 | 9  | 60 | 38 | +22 | 48 | 3.     |
| 1988/89                                                                                     | Primera División | 1      | 38 | 19 | 8  | 11 | 69 | 45 | +24 | 46 | 4.     |
| 1989/90                                                                                     | Primera División | 1      | 38 | 20 | 10 | 8  | 55 | 35 | +20 | 50 | 4.     |
| 1990/91                                                                                     | Primera División | 1      | 38 | 17 | 13 | 8  | 52 | 28 | +24 | 47 | 2.     |
| 1991/92                                                                                     | Primera División | 1      | 38 | 24 | 5  | 9  | 67 | 35 | +32 | 53 | 3.     |
| 1992/93                                                                                     | Primera División | 1      | 38 | 16 | 11 | 11 | 52 | 42 | +10 | 43 | 6.     |
| 1993/94                                                                                     | Primera División | 1      | 38 | 13 | 9  | 16 | 54 | 54 | 0   | 35 | 12.    |
| 1994/95                                                                                     | Primera División | 1      | 38 | 13 | 9  | 16 | 56 | 54 | +2  | 35 | 14.    |
| 1995/96                                                                                     | Primera División | 1      | 42 | 26 | 9  | 7  | 75 | 32 | +43 | 87 | 1.     |
| 1996/97                                                                                     | Primera División | 1      | 42 | 20 | 11 | 11 | 76 | 64 | +12 | 71 | 5.     |
| 1997/98                                                                                     | Primera División | 1      | 38 | 16 | 12 | 10 | 79 | 56 | +23 | 60 | 7.     |
| 1998/99                                                                                     | Primera División | 1      | 38 | 12 | 10 | 16 | 54 | 50 | +4  | 46 | 13.    |
| 1999/00                                                                                     | Primera División | 1      | 38 | 9  | 11 | 18 | 48 | 64 | -16 | 38 | 19.    |
| 2000/01                                                                                     | Segunda División | 2      | 42 | 21 | 11 | 10 | 59 | 39 | +20 | 74 | 4.     |
| 2001/02                                                                                     | Segunda División | 2      | 42 | 23 | 10 | 9  | 68 | 44 | +24 | 79 | 1.     |
| 2002/03                                                                                     | Primera División | 1      | 38 | 12 | 11 | 15 | 51 | 56 | -5  | 47 | 12.    |
| 2003/04                                                                                     | Primera División | 1      | 38 | 15 | 10 | 13 | 51 | 53 | -2  | 55 | 7.     |
| 2004/05                                                                                     | Primera División | 1      | 38 | 13 | 11 | 14 | 40 | 34 | +6  | 50 | 11.    |
| 2005/06                                                                                     | Primera División | 1      | 38 | 13 | 13 | 12 | 45 | 37 | +8  | 52 | 10.    |
| 2006/07                                                                                     | Primera División | 1      | 38 | 17 | 9  | 12 | 46 | 39 | +7  | 60 | 7.     |
| 2007/08                                                                                     | Primera División | 1      | 38 | 19 | 7  | 12 | 66 | 47 | +19 | 64 | 4.     |
| 2008/09                                                                                     | Primera División | 1      | 38 | 20 | 7  | 11 | 80 | 57 | +23 | 67 | 4.     |
| 2009/10                                                                                     | Primera División | 1      | 38 | 13 | 8  | 17 | 57 | 61 | -4  | 47 | 9.     |
| 2010/11                                                                                     | Primera División | 1      | 38 | 17 | 7  | 14 | 62 | 53 | +9  | 58 | 7.     |
| 2011/12                                                                                     | Primera División | 1      | 38 | 15 | 11 | 12 | 53 | 46 | +7  | 56 | 5.     |
| 2012/13                                                                                     | Primera División | 1      | 38 | 23 | 7  | 8  | 65 | 31 | +34 | 76 | 3.     |
| 2013/14                                                                                     | Primera División | 1      | 38 | 28 | 6  | 4  | 77 | 26 | +51 | 90 | 1.     |
| 2014/15                                                                                     | Primera División | 1      | 38 | 23 | 9  | 6  | 67 | 29 | +38 | 78 | 3.     |
| 2015/16                                                                                     | Primera División | 1      | 38 | 28 | 4  | 6  | 63 | 18 | +45 | 88 | 3.     |
| 2016/17                                                                                     | Primera División | 1      | 38 | 23 | 9  | 6  | 70 | 27 | +43 | 78 | 3.     |
| 2017/18                                                                                     | Primera División | 1      | 38 | 23 | 10 | 5  | 58 | 22 | +36 | 79 | 2.     |
| 2018/19                                                                                     | Primera División | 1      | 38 | 22 | 10 | 6  | 55 | 29 | +26 | 76 | 2.     |
| 2019/20                                                                                     | Primera División | 1      | 38 | 18 | 16 | 4  | 51 | 27 | +24 | 70 | 3.     |
| 2020/21                                                                                     | Primera División | 1      | 38 | 26 | 8  | 4  | 67 | 25 | +42 | 86 | 1.     |
| 2021/22                                                                                     | Primera División | 1      | 38 | 21 | 8  | 9  | 65 | 43 | +22 | 71 | 3.     |
| 2022/23                                                                                     | Primera División | 1      | 38 | 23 | 8  | 7  | 70 | 33 | +37 | 77 | 3.     |
| 2023/24                                                                                     | Primera División | 1      | 38 | 24 | 4  | 10 | 70 | 43 | +27 | 76 | 4.     |
| 2024/25                                                                                     | Primera División | 1      | 38 | 22 | 10 | 6  | 68 | 30 | +38 | 76 | 3.     |

## Účast v evropských pohárech
Zdroj: 
| Ročník  | Soutěž                       | Kolo               | Klub                                        | Doma                   | Venku                  | Celkem                 |
| ------- | ---------------------------- | ------------------ | ------------------------------------------- | ---------------------- | ---------------------- | ---------------------- |
| 1950    | Latinský pohár               | Semifinále         | FC Girondins de Bordeaux                    | 2:4 (Lisabon)          | 2:4 (Lisabon)          | 2:4 (Lisabon)          |
| 1950    | Latinský pohár               | Zápas o 3. místo   | SS Lazio                                    | 2:1 (Lisabon)          | 2:1 (Lisabon)          | 2:1 (Lisabon)          |
| 1951    | Latinský pohár               | Semifinále         | AC Milán                                    | 1:4 (Milán)            | 1:4 (Milán)            | 1:4 (Milán)            |
| 1951    | Latinský pohár               | Zápas o 3. místo   | Sporting CP                                 | 3:1 (Milán nebo Turín) | 3:1 (Milán nebo Turín) | 3:1 (Milán nebo Turín) |
| 1958/59 | Pohár mistrů evropských zemí | Předkolo           | Drumcondra FC                               | 8:0                    | 5:1                    | 13:1                   |
| 1958/59 | Pohár mistrů evropských zemí | 1. kolo            | CDNA Sofia                                  | 2:1                    | 0:1                    | 2:2 (3. zápas: 3:1)    |
| 1958/59 | Pohár mistrů evropských zemí | Čtvrtfinále        | FC Schalke 04                               | 3:0                    | 1:1                    | 4:1                    |
| 1958/59 | Pohár mistrů evropských zemí | Semifinále         | Real Madrid                                 | 1:0                    | 1:2                    | 2:2 (3. zápas: 1:2)    |
| 1961/62 | Pohár vítězů pohárů          | Předkolo           | CS Sedan Ardennes                           | 4:1                    | 3:2                    | 7:3                    |
| 1961/62 | Pohár vítězů pohárů          | 1. kolo            | Leicester City FC                           | 2:0                    | 1:1                    | 3:1                    |
| 1961/62 | Pohár vítězů pohárů          | Čtvrtfinále        | Werder Brémy                                | 3:1                    | 1:1                    | 4:2                    |
| 1961/62 | Pohár vítězů pohárů          | Semifinále         | SC Motor Jena                               | 4:0                    | 1:0                    | 5:0                    |
| 1961/62 | Pohár vítězů pohárů          | Finále             | ACF Fiorentina                              | 1:1; opak.: 3:0        | 1:1; opak.: 3:0        | 1:1; opak.: 3:0        |
| 1962/63 | Pohár vítězů pohárů          | 1. kolo            | Hibernians FC                               | 4:0                    | 1:0                    | 5:0                    |
| 1962/63 | Pohár vítězů pohárů          | Čtvrtfinále        | PFK Botev Plovdiv                           | 4:0                    | 1:1                    | 5:1                    |
| 1962/63 | Pohár vítězů pohárů          | Semifinále         | 1. FC Norimberk                             | 2:0                    | 1:2                    | 3:2                    |
| 1962/63 | Pohár vítězů pohárů          | Finále             | Tottenham Hotspur FC                        | 1:5                    | 1:5                    | 1:5                    |
| 1963/64 | Veletržní pohár              | 1. kolo            | FC Porto                                    | 2:1                    | 0:0                    | 2:1                    |
| 1963/64 | Veletržní pohár              | 2. kolo            | Juventus FC                                 | 1:2                    | 0:1                    | 1:3                    |
| 1964/65 | Veletržní pohár              | 1. kolo            | Servette FC                                 | 6:1                    | 2:2                    | 8:3                    |
| 1964/65 | Veletržní pohár              | 2. kolo            | Shelbourne FC                               | 1:0                    | 1:0                    | 2:0                    |
| 1964/65 | Veletržní pohár              | 3. kolo            | RFC de Liège                                | 2:0                    | 0:1                    | 2:1                    |
| 1964/65 | Veletržní pohár              | Čtvrtfinále        | Volný los                                   | Volný los              | Volný los              | Volný los              |
| 1964/65 | Veletržní pohár              | Semifinále         | Juventus FC                                 | 3:1                    | 1:3                    | 4:4 (3. zápas: 1:3)    |
| 1965/66 | Pohár vítězů pohárů          | 1. kolo            | NK Dinamo Zagreb                            | 4:0                    | 1:0                    | 5:0                    |
| 1965/66 | Pohár vítězů pohárů          | 2. kolo            | Știința Cluj                                | 4:0                    | 2:0                    | 6:0                    |
| 1965/66 | Pohár vítězů pohárů          | Čtvrtfinále        | Borussia Dortmund                           | 1:1                    | 0:1                    | 1:2                    |
| 1966/67 | Pohár mistrů evropských zemí | 1. kolo            | Malmö FF                                    | 3:1                    | 2:0                    | 5:1                    |
| 1966/67 | Pohár mistrů evropských zemí | 2. kolo            | FK Vojvodina                                | 2:0                    | 1:3                    | 3:3 (3. zápas: 2:3)    |
| 1967/68 | Veletržní pohár              | 1. kolo            | Wiener Sport-Club                           | 2:1                    | 5:2                    | 7:3                    |
| 1967/68 | Veletržní pohár              | 2. kolo            | Göztepe AŞ                                  | 2:0                    | 0:3                    | 2:3                    |
| 1968/69 | Veletržní pohár              | 1. kolo            | KSV Waregem                                 | 2:1                    | 0:1                    | 2:2 (v)                |
| 1970/71 | Pohár mistrů evropských zemí | 1. kolo            | FK Austria Wien                             | 2:0                    | 2:1                    | 4:1                    |
| 1970/71 | Pohár mistrů evropských zemí | 2. kolo            | Cagliari Calcio                             | 3:0                    | 1:2                    | 4:2                    |
| 1970/71 | Pohár mistrů evropských zemí | Čtvrtfinále        | Legia Warszawa                              | 1:0                    | 1:2                    | 2:2 (v)                |
| 1970/71 | Pohár mistrů evropských zemí | Semifinále         | AFC Ajax                                    | 1:0                    | 0:3                    | 1:3                    |
| 1971/72 | Pohár UEFA                   | 1. kolo            | Panionios GSS                               | 2:1                    | 0:1                    | 2:2 (v)                |
| 1972/73 | Pohár vítězů pohárů          | 1. kolo            | SC Bastia                                   | 2:1                    | 0:0                    | 2:1                    |
| 1972/73 | Pohár vítězů pohárů          | 2. kolo            | FK Spartak Moskva                           | 3:4                    | 2:1                    | 5:5 (v)                |
| 1973/74 | Pohár mistrů evropských zemí | 1. kolo            | Galatasaray SK                              | 0:0                    | 1:0                    | 1:0                    |
| 1973/74 | Pohár mistrů evropských zemí | 2. kolo            | FC Dinamo Bucureşti                         | 2:2                    | 2:0                    | 4:2                    |
| 1973/74 | Pohár mistrů evropských zemí | Čtvrtfinále        | FK Crvena zvezda                            | 0:0                    | 2:0                    | 2:0                    |
| 1973/74 | Pohár mistrů evropských zemí | Semifinále         | Celtic FC                                   | 0:0                    | 2:0                    | 2:0                    |
| 1973/74 | Pohár mistrů evropských zemí | Finále             | FC Bayern Mnichov                           | 1:1; opak.: 0:4        | 1:1; opak.: 0:4        | 1:1; opak.: 0:4        |
| 1974    | Interkontinentální pohár     | Finále             | CA Independiente                            | 2:0                    | 0:1                    | 2:1                    |
| 1974/75 | Pohár UEFA                   | 1. kolo            | Kjøbenhavns Boldklub                        | 4:0                    | 2:3                    | 6:3                    |
| 1974/75 | Pohár UEFA                   | 2. kolo            | Derby County FC                             | 2:2                    | 2:2                    | 4:4 (6:7 pen.)         |
| 1975/76 | Pohár vítězů pohárů          | 1. kolo            | FC Basel                                    | 1:1                    | 2:1                    | 3:2                    |
| 1975/76 | Pohár vítězů pohárů          | 2. kolo            | Eintracht Frankfurt                         | 1:2                    | 0:1                    | 1:3                    |
| 1976/77 | Pohár vítězů pohárů          | 1. kolo            | SK Rapid Wien                               | 1:1                    | 2:1                    | 3:2                    |
| 1976/77 | Pohár vítězů pohárů          | 2. kolo            | HNK Hajduk Split                            | 1:0                    | 2:1                    | 3:1                    |
| 1976/77 | Pohár vítězů pohárů          | Čtvrtfinále        | Levski Spartak Sofia                        | 2:0                    | 1:2                    | 3:2                    |
| 1976/77 | Pohár vítězů pohárů          | Semifinále         | Hamburger SV                                | 3:1                    | 0:3                    | 3:4                    |
| 1977/78 | Pohár mistrů evropských zemí | 1. kolo            | FC Dinamo Bucureşti                         | 2:0                    | 1:2                    | 3:2                    |
| 1977/78 | Pohár mistrů evropských zemí | 2. kolo            | FC Nantes                                   | 2:1                    | 1:1                    | 3:2                    |
| 1977/78 | Pohár mistrů evropských zemí | Čtvrtfinále        | Club Brugge KV                              | 3:2                    | 0:2                    | 3:4                    |
| 1979/80 | Pohár UEFA                   | 1. kolo            | Dynamo Dresden                              | 1:2                    | 0:3                    | 1:5                    |
| 1981/82 | Pohár UEFA                   | 1. kolo            | Boavista FC                                 | 3:1                    | 1:4                    | 4:5                    |
| 1983/84 | Pohár UEFA                   | 1. kolo            | FC Groningen                                | 2:1                    | 0:3                    | 2:4                    |
| 1984/85 | Pohár UEFA                   | 1. kolo            | FC Sion                                     | 2:3                    | 0:1                    | 2:4                    |
| 1985/86 | Pohár vítězů pohárů          | 1. kolo            | Celtic FC                                   | 1:1                    | 2:1                    | 3:2                    |
| 1985/86 | Pohár vítězů pohárů          | 2. kolo            | Bangor City FC                              | 1:0                    | 2:0                    | 3:0                    |
| 1985/86 | Pohár vítězů pohárů          | Čtvrtfinále        | FK Crvena zvezda                            | 1:1                    | 2:0                    | 3:1                    |
| 1985/86 | Pohár vítězů pohárů          | Semifinále         | Bayer Uerdingen                             | 1:0                    | 3:2                    | 4:2                    |
| 1985/86 | Pohár vítězů pohárů          | Finále             | FK Dynamo Kyjev                             | 0:3                    | 0:3                    | 0:3                    |
| 1986/87 | Pohár UEFA                   | 1. kolo            | Werder Brémy                                | 2:0                    | 1:2                    | 3:2                    |
| 1986/87 | Pohár UEFA                   | 2. kolo            | Vitória SC                                  | 1:0                    | 0:2                    | 1:2                    |
| 1988/89 | Pohár UEFA                   | 1. kolo            | FC Groningen                                | 2:1                    | 0:1                    | 2:2 (v)                |
| 1989/90 | Pohár UEFA                   | 1. kolo            | ACF Fiorentina                              | 1:0                    | 0:1                    | 1:1 (1:3 pen.)         |
| 1990/91 | Pohár UEFA                   | 1. kolo            | FC Politehnica Timișoara                    | 1:0                    | 0:2                    | 1:2                    |
| 1991/92 | Pohár vítězů pohárů          | 1. kolo            | Fyllingen Fotball                           | 7:2                    | 1:0                    | 8:2                    |
| 1991/92 | Pohár vítězů pohárů          | 2. kolo            | Manchester United FC                        | 3:0                    | 1:1                    | 4:1                    |
| 1991/92 | Pohár vítězů pohárů          | Čtvrtfinále        | Club Brugge KV                              | 3:2                    | 1:2                    | 4:4 (v)                |
| 1992/93 | Pohár vítězů pohárů          | 1. kolo            | NK Maribor                                  | 6:1                    | 3:0                    | 9:1                    |
| 1992/93 | Pohár vítězů pohárů          | 2. kolo            | Trabzonspor                                 | 0:0                    | 2:0                    | 2:0                    |
| 1992/93 | Pohár vítězů pohárů          | Čtvrtfinále        | Olympiacos FC                               | 3:1                    | 1:1                    | 4:2                    |
| 1992/93 | Pohár vítězů pohárů          | Semifinále         | Parma FC                                    | 1:2                    | 1:0                    | 2:2 (v)                |
| 1993/94 | Pohár UEFA                   | 1. kolo            | Heart of Midlothian FC                      | 3:0                    | 1:2                    | 4:2                    |
| 1993/94 | Pohár UEFA                   | 2. kolo            | OFI Kréta                                   | 1:0                    | 0:2                    | 1:2                    |
| 1996/97 | Liga mistrů UEFA             | Základní skupina B | FC Steaua București                         | 4:0                    | 1:1                    | 1. místo               |
| 1996/97 | Liga mistrů UEFA             | Základní skupina B | Widzew Łódź                                 | 1:0                    | 4:1                    | 1. místo               |
| 1996/97 | Liga mistrů UEFA             | Základní skupina B | Borussia Dortmund                           | 0:1                    | 2:1                    | 1. místo               |
| 1996/97 | Liga mistrů UEFA             | Čtvrtfinále        | AFC Ajax                                    | 2:3                    | 1:1                    | 3:4                    |
| 1997/98 | Pohár UEFA                   | 1. kolo            | Leicester City FC                           | 2:1                    | 2:0                    | 4:1                    |
| 1997/98 | Pohár UEFA                   | 2. kolo            | PAOK FC                                     | 5:2                    | 4:4                    | 9:6                    |
| 1997/98 | Pohár UEFA                   | 3. kolo            | GNK Croatia Zagreb                          | 1:0                    | 1:1                    | 2:1                    |
| 1997/98 | Pohár UEFA                   | Čtvrtfinále        | Aston Villa FC                              | 1:0                    | 1:2                    | 2:2 (v)                |
| 1997/98 | Pohár UEFA                   | Semifinále         | SS Lazio                                    | 0:1                    | 0:0                    | 0:1                    |
| 1998/99 | Pohár UEFA                   | 1. kolo            | FK Obilić                                   | 2:0                    | 1:0                    | 3:0                    |
| 1998/99 | Pohár UEFA                   | 2. kolo            | PFK CSKA Sofia                              | 1:0                    | 4:2                    | 5:2                    |
| 1998/99 | Pohár UEFA                   | 3. kolo            | Real Sociedad                               | 4:1                    | 1:2                    | 5:3                    |
| 1998/99 | Pohár UEFA                   | Čtvrtfinále        | AS Roma                                     | 2:1                    | 2:1                    | 4:2                    |
| 1998/99 | Pohár UEFA                   | Semifinále         | Parma FC                                    | 1:3                    | 1:2                    | 2:5                    |
| 1999/00 | Pohár UEFA                   | 1. kolo            | MKE Ankaragücü                              | 3:0                    | 0:1                    | 3:1                    |
| 1999/00 | Pohár UEFA                   | 2. kolo            | Amica Wronki                                | 1:0                    | 4:1                    | 5:1                    |
| 1999/00 | Pohár UEFA                   | 3. kolo            | VfL Wolfsburg                               | 2:1                    | 3:2                    | 5:3                    |
| 1999/00 | Pohár UEFA                   | 4. kolo            | RC Lens                                     | 2:2                    | 2:4                    | 4:6                    |
| 2004    | Pohár Intertoto              | 3. kolo            | FC Tescoma Zlín                             | 0:2                    | 4:2                    | 4:4 (v)                |
| 2004    | Pohár Intertoto              | Semifinále         | OFK Bělehrad                                | 2:0                    | 3:1                    | 5:1                    |
| 2004    | Pohár Intertoto              | Finále             | Villarreal CF                               | 2:0                    | 0:2                    | 2:2 (1:3 pen.)         |
| 2007    | Pohár Intertoto              | 3. kolo            | ACF Gloria Bistrița                         | 1:0                    | 1:2                    | 2:2 (v)                |
| 2007/08 | Pohár UEFA                   | 2. předkolo        | FK Vojvodina                                | 3:0                    | 2:1                    | 5:1                    |
| 2007/08 | Pohár UEFA                   | 1. kolo            | Kayseri Erciyesspor                         | 4:0                    | 5:0                    | 9:0                    |
| 2007/08 | Pohár UEFA                   | Základní skupina B | FK Lokomotiv Moskva                         |                        | 3:3                    | 1. místo               |
| 2007/08 | Pohár UEFA                   | Základní skupina B | Aberdeen FC                                 | 2:0                    |                        | 1. místo               |
| 2007/08 | Pohár UEFA                   | Základní skupina B | FC København                                |                        | 2:0                    | 1. místo               |
| 2007/08 | Pohár UEFA                   | Základní skupina B | Panathinaikos FC                            | 2:1                    |                        | 1. místo               |
| 2007/08 | Pohár UEFA                   | Šestnáctifinále    | Bolton Wanderers FC                         | 0:0                    | 0:1                    | 0:1                    |
| 2008/09 | Liga mistrů UEFA             | 3. předkolo        | FC Schalke 04                               | 4:0                    | 0:1                    | 4:1                    |
| 2008/09 | Liga mistrů UEFA             | Základní skupina D | PSV Eindhoven                               | 2:1                    | 3:0                    | 2. místo               |
| 2008/09 | Liga mistrů UEFA             | Základní skupina D | Olympique de Marseille                      | 2:1                    | 0:0                    | 2. místo               |
| 2008/09 | Liga mistrů UEFA             | Základní skupina D | Liverpool FC                                | 1:1                    | 1:1                    | 2. místo               |
| 2008/09 | Liga mistrů UEFA             | Osmifinále         | FC Porto                                    | 2:2                    | 0:0                    | 2:2 (v)                |
| 2009/10 | Liga mistrů UEFA             | 4. předkolo        | Panathinaikos FC                            | 2:0                    | 3:2                    | 5:2                    |
| 2009/10 | Liga mistrů UEFA             | Základní skupina D | APOEL FC                                    | 0:0                    | 1:1                    | 3. místo               |
| 2009/10 | Liga mistrů UEFA             | Základní skupina D | FC Porto                                    | 0:3                    | 0:2                    | 3. místo               |
| 2009/10 | Liga mistrů UEFA             | Základní skupina D | Chelsea FC                                  | 2:2                    | 0:4                    | 3. místo               |
| 2009/10 | Evropská liga UEFA           | Šestnáctifinále    | Galatasaray SK                              | 1:1                    | 2:1                    | 3:2                    |
| 2009/10 | Evropská liga UEFA           | Osmifinále         | Sporting CP                                 | 0:0                    | 2:2                    | 2:2 (v)                |
| 2009/10 | Evropská liga UEFA           | Čtvrtfinále        | Valencia CF                                 | 0:0                    | 2:2                    | 2:2 (v)                |
| 2009/10 | Evropská liga UEFA           | Semifinále         | Liverpool FC                                | 1:0                    | 1:2                    | 2:2 (v)                |
| 2009/10 | Evropská liga UEFA           | Finále             | Fulham FC                                   | 2:1 prodl.             | 2:1 prodl.             | 2:1 prodl.             |
| 2010    | Superpohár UEFA              | Finále             | FC Internazionale Milano                    | 2:0                    | 2:0                    | 2:0                    |
| 2010/11 | Evropská liga UEFA           | Základní skupina B | Aris Soluň                                  | 2:3                    | 0:1                    | 3. místo               |
| 2010/11 | Evropská liga UEFA           | Základní skupina B | Bayer 04 Leverkusen                         | 1:1                    | 1:1                    | 3. místo               |
| 2010/11 | Evropská liga UEFA           | Základní skupina B | Rosenborg BK                                | 3:0                    | 2:1                    | 3. místo               |
| 2011/12 | Evropská liga UEFA           | 3. předkolo        | Strømsgodset IF                             | 2:1                    | 2:0                    | 4:1                    |
| 2011/12 | Evropská liga UEFA           | 4. předkolo        | Vitória SC                                  | 2:0                    | 4:0                    | 6:0                    |
| 2011/12 | Evropská liga UEFA           | Základní skupina I | Celtic FC                                   | 2:0                    | 1:0                    | 1. místo               |
| 2011/12 | Evropská liga UEFA           | Základní skupina I | Stade Rennais FC                            | 3:1                    | 1:1                    | 1. místo               |
| 2011/12 | Evropská liga UEFA           | Základní skupina I | Udinese Calcio                              | 4:0                    | 0:2                    | 1. místo               |
| 2011/12 | Evropská liga UEFA           | Šestnáctifinále    | SS Lazio                                    | 1:0                    | 3:1                    | 4:1                    |
| 2011/12 | Evropská liga UEFA           | Osmifinále         | Beşiktaş JK                                 | 3:1                    | 3:0                    | 6:1                    |
| 2011/12 | Evropská liga UEFA           | Čtvrtfinále        | Hannover 96                                 | 2:1                    | 2:1                    | 4:2                    |
| 2011/12 | Evropská liga UEFA           | Semifinále         | Valencia CF                                 | 4:2                    | 1:0                    | 5:2                    |
| 2011/12 | Evropská liga UEFA           | Finále             | Athletic Bilbao                             | 3:0                    | 3:0                    | 3:0                    |
| 2012    | Superpohár UEFA              | Finále             | Chelsea FC                                  | 4:1                    | 4:1                    | 4:1                    |
| 2012/13 | Evropská liga UEFA           | Základní skupina B | Hapoel Tel Aviv FC                          | 1:0                    | 3:0                    | 2. místo               |
| 2012/13 | Evropská liga UEFA           | Základní skupina B | FC Viktoria Plzeň                           | 1:0                    | 0:1                    | 2. místo               |
| 2012/13 | Evropská liga UEFA           | Základní skupina B | Académica de Coimbra                        | 2:1                    | 0:2                    | 2. místo               |
| 2012/13 | Evropská liga UEFA           | Šestnáctifinále    | FK Rubin Kazaň                              | 0:2                    | 1:0                    | 1:2                    |
| 2013/14 | Liga mistrů UEFA             | Základní skupina G | FK Zenit Sankt-Petěrburg                    | 3:1                    | 1:1                    | 1. místo               |
| 2013/14 | Liga mistrů UEFA             | Základní skupina G | FC Porto                                    | 2:0                    | 2:1                    | 1. místo               |
| 2013/14 | Liga mistrů UEFA             | Základní skupina G | FK Austria Wien                             | 4:0                    | 3:0                    | 1. místo               |
| 2013/14 | Liga mistrů UEFA             | Osmifinále         | AC Milán                                    | 4:1                    | 1:0                    | 5:1                    |
| 2013/14 | Liga mistrů UEFA             | Čtvrtfinále        | FC Barcelona                                | 1:0                    | 1:1                    | 2:1                    |
| 2013/14 | Liga mistrů UEFA             | Semifinále         | Chelsea FC                                  | 0:0                    | 3:1                    | 3:1                    |
| 2013/14 | Liga mistrů UEFA             | Finále             | Real Madrid                                 | 1:4 prodl.             | 1:4 prodl.             | 1:4 prodl.             |
| 2014/15 | Liga mistrů UEFA             | Základní skupina A | Olympiacos FC                               | 4:0                    | 2:3                    | 1. místo               |
| 2014/15 | Liga mistrů UEFA             | Základní skupina A | Juventus FC                                 | 1:0                    | 0:0                    | 1. místo               |
| 2014/15 | Liga mistrů UEFA             | Základní skupina A | Malmö FF                                    | 5:0                    | 2:0                    | 1. místo               |
| 2014/15 | Liga mistrů UEFA             | Osmifinále         | Bayer 04 Leverkusen                         | 1:0                    | 0:1                    | 1:1 (3:2 pen.)         |
| 2014/15 | Liga mistrů UEFA             | Čtvrtfinále        | Real Madrid                                 | 0:0                    | 0:1                    | 0:1                    |
| 2015/16 | Liga mistrů UEFA             | Základní skupina C | Galatasaray SK                              | 2:0                    | 2:0                    | 1. místo               |
| 2015/16 | Liga mistrů UEFA             | Základní skupina C | SL Benfica                                  | 1:2                    | 2:1                    | 1. místo               |
| 2015/16 | Liga mistrů UEFA             | Základní skupina C | FC Astana                                   | 4:0                    | 0:0                    | 1. místo               |
| 2015/16 | Liga mistrů UEFA             | Osmifinále         | PSV Eindhoven                               | 0:0                    | 0:0                    | 0:0 (8:7 pen.)         |
| 2015/16 | Liga mistrů UEFA             | Čtvrtfinále        | FC Barcelona                                | 2:0                    | 1:2                    | 3:2                    |
| 2015/16 | Liga mistrů UEFA             | Semifinále         | FC Bayern Mnichov                           | 1:0                    | 1:2                    | 2:2 (v)                |
| 2015/16 | Liga mistrů UEFA             | Finále             | Real Madrid                                 | 1:1 (3:5 pen.)         | 1:1 (3:5 pen.)         | 1:1 (3:5 pen.)         |
| 2016/17 | Liga mistrů UEFA             | Základní skupina D | PSV Eindhoven                               | 2:0                    | 1:0                    | 1. místo               |
| 2016/17 | Liga mistrů UEFA             | Základní skupina D | FC Bayern Mnichov                           | 1:0                    | 0:1                    | 1. místo               |
| 2016/17 | Liga mistrů UEFA             | Základní skupina D | FK Rostov                                   | 2:1                    | 1:0                    | 1. místo               |
| 2016/17 | Liga mistrů UEFA             | Osmifinále         | Bayer 04 Leverkusen                         | 0:0                    | 4:2                    | 4:2                    |
| 2016/17 | Liga mistrů UEFA             | Čtvrtfinále        | Leicester City FC                           | 1:0                    | 1:1                    | 2:1                    |
| 2016/17 | Liga mistrů UEFA             | Semifinále         | Real Madrid                                 | 2:1                    | 0:3                    | 2:4                    |
| 2017/18 | Liga mistrů UEFA             | Základní skupina C | AS Roma                                     | 2:0                    | 0:0                    | 3. místo               |
| 2017/18 | Liga mistrů UEFA             | Základní skupina C | Chelsea FC                                  | 1:2                    | 1:1                    | 3. místo               |
| 2017/18 | Liga mistrů UEFA             | Základní skupina C | Qarabağ FK                                  | 1:1                    | 0:0                    | 3. místo               |
| 2017/18 | Evropská liga UEFA           | Šestnáctifinále    | FC København                                | 1:0                    | 4:1                    | 5:1                    |
| 2017/18 | Evropská liga UEFA           | Osmifinále         | FK Lokomotiv Moskva                         | 3:0                    | 5:1                    | 8:1                    |
| 2017/18 | Evropská liga UEFA           | Čtvrtfinále        | Sporting CP                                 | 2:0                    | 0:1                    | 2:1                    |
| 2017/18 | Evropská liga UEFA           | Semifinále         | Arsenal FC                                  | 1:0                    | 1:1                    | 2:1                    |
| 2017/18 | Evropská liga UEFA           | Finále             | Olympique de Marseille                      | 3:0                    | 3:0                    | 3:0                    |
| 2018    | Superpohár UEFA              | Finále             | Real Madrid                                 | 4:2 prodl.             | 4:2 prodl.             | 4:2 prodl.             |
| 2018/19 | Liga mistrů UEFA             | Základní skupina A | AS Monaco FC                                | 2:0                    | 2:1                    | 2. místo               |
| 2018/19 | Liga mistrů UEFA             | Základní skupina A | Club Brugge KV                              | 3:1                    | 0:0                    | 2. místo               |
| 2018/19 | Liga mistrů UEFA             | Základní skupina A | Borussia Dortmund                           | 2:0                    | 0:4                    | 2. místo               |
| 2018/19 | Liga mistrů UEFA             | Osmifinále         | Juventus FC                                 | 2:0                    | 0:3                    | 2:3                    |
| 2019/20 | Liga mistrů UEFA             | Základní skupina D | Juventus FC                                 | 2:2                    | 0:1                    | 2. místo               |
| 2019/20 | Liga mistrů UEFA             | Základní skupina D | FK Lokomotiv Moskva                         | 2:0                    | 2:0                    | 2. místo               |
| 2019/20 | Liga mistrů UEFA             | Základní skupina D | Bayer 04 Leverkusen                         | 1:0                    | 1:2                    | 2. místo               |
| 2019/20 | Liga mistrů UEFA             | Osmifinále         | Liverpool FC                                | 1:0                    | 3:2 Prodloužení        |                        |
| 2019/20 | Liga mistrů UEFA             | Čtvrtfinále        | Soupeř bude upřesněn po dohrání všech odvet |                        |                        |                        |